# 라이어파
라이어파(Hlai) 또는 리어파(黎語)는 크라다이어족의 한 분파로, 하이난성 중부와 남중부의 산악 지대에서 리족(라이족) 사람들이 사용하는 언어들로 이루어진다. 소위 "리어"로 통칭되나 같은 별칭(黎話)을 가진 레이저우어와는 구분되어야 한다. 민족적으로 다른 춘어(村語)도 포함된다.

## 같이 보기
- 리족